# Тегрег
Тугрик (монг. Төгрөг) — сомон Уверхангайського аймаку, Монголія. Площа 5,467 тис. км², населення 4,5 тис. Центр сомона селище Хоолт лежить за 464 км від Улан-Батора, за 95 км від міста Арвайхера.

## Рельєф
Територією сомону протікають річки Мазар, Могой.

## Клімат
Клімат різко континентальний, щорічні опади 200 мм, середня температура січня −20°С, середня температура липня +20°С.

## Корисні копалини
Є прояви кам'яного вугілля.

## Тваринний світ
Водяться козулі, лисиці, корсаки, зайці, манули.

## Соціальна сфера
Є школа, лікарня, сфера обслуговування, туристичні бази.